# پرویلی-لا-ویل
پرویلی-لا-ویل (به فرانسوی: Preuilly-la-Ville) یک کمون در فرانسه است که در اندر واقع شده‌است. پرویلی-لا-ویل ۴٫۲۳ کیلومتر مربع مساحت و ۱۶۷ نفر جمعیت دارد و ۱۰۷ متر بالاتر از سطح دریا واقع شده‌است.